# Boutescure
Der Boutescure ist ein kleiner Fluss in Frankreich, der überwiegend im Département Tarn in der Region Okzitanien verläuft. Er entspringt zwar im Gemeindegebiet von Saint-Jean-Delnous, im benachbarten Département Aveyron, erreicht jedoch bereits nach etwa 800 Metern das Département Tarn, entwässert generell in westlicher Richtung und mündet nach rund 15 Kilometern an der Gemeindegrenze von Andouque und Padiès im Rückstau der Barrage de Saint-Géraud als linker Nebenfluss in den Cérou.

## Orte am Fluss
(Reihenfolge in Fließrichtung)
- Pomarède, Gemeinde Saint-Jean-Delnous
- Faussergues
- La Lande, Gemeinde Faussergues
- Cantelouve, Gemeinde Valence-d’Albigeois
- Le Buffet, Gemeinde Padiès
- Saint-Géraud, Gemeinde Andouque